# Libnotes ladogensis
Libnotes ladogensis är en tvåvingeart som först beskrevs av Paul Lackschewitz 1940.  Libnotes ladogensis ingår i släktet Libnotes och familjen småharkrankar. Enligt den finländska rödlistan är arten nära hotad i Finland. Artens livsmiljö är naturmoskogar. Inga underarter finns listade i Catalogue of Life.